# الشعراء (لودر)

تعديل مصدري - تعديل

الشعراء هي إحدى قرى عزلة زارة بمديرية لودر التابعة لمحافظة أبين، بلغ تعداد سكانها 669 نسمة حسب تعداد اليمن لعام 2004.